# 방사선저항성
방사선저항성(Radioresistance)은 생명체가 방사능에 파괴되지 않고 살 수 있는 저항성을 말한다.
IRRO(Ionizing-radiation-resistant organisms)는 90% 감소(D10)를 달성하는 데 필요한 급성 이온화 방사선(IR) 선량이 1,000Gy(Gy)보다 큰 유기체로 정의되었다.
방사선 저항성은 이전의 견해와 달리 많은 유기체에서 놀라울 정도로 높다. 예를 들어, 체르노빌 재해 지역 주변의 환경, 동식물에 대한 연구는 높은 방사능 수준에도 불구하고 많은 종의 예상치 못한 생존을 밝혀냈다. 우라늄 퇴적물로부터 높은 자연 방사능 수치를 보이는 미나스 제라이스(Minas Gerais) 주의 한 언덕에 대한 브라질 연구에서도 많은 방사성 곤충, 벌레 및 식물이 나타났다. 데이노코커스 라디오두란스(Deinococcus radiodurans) 및 완보동물과 같은 특정 극한생물은 5,000Gy 정도의 다량의 이온화 방사선을 견딜 수 있다.

## 같이 보기
- 데이노콕쿠스 라디오두란스
- 테르모콕쿠스 감마톨레란스